# Phanoderma hawaiiense
Phanoderma hawaiiense är en rundmaskart som beskrevs av Allgen 1951. Phanoderma hawaiiense ingår i släktet Phanoderma och familjen Phanodermatidae. Inga underarter finns listade i Catalogue of Life.